# Потонуће брода Ниш 1952.
Брод „Ниш" је био брод који је потонуо 9. септембра 1952. на Ушћу Саве у Дунав, између Великог ратног острва и Куле Небојше. Извештаји из тог времена говорили су о најмање 126 жртава, али број погинулих никада није тачно утврђен. То је се сматра једном од највећих трагедија у историји југословенског речног бродарства. Брод „Ниш“ је под ударима јаке олује потонуо за свега 3 минута.

## Потонуће
У то време се обнављао Савски мост, понтон се постављао на свака 2 сата, што је пешацима било дуго за чекање, те се између Земуна и Београда путовало аутобусима или бродовима који су ишли до моста, преко којег су потом путници прелазили пешке (кад је понтон био постављен). Међутим, тог 9. септембра мост је био затворен и за пешаке, па је интересовање за редовну бродску линију Београд-Земун било знатно веће него иначе, те се на брод укрцало много више од предвиђеног броја путника. Капацитет брода је био 60 особа, међутим тог дана је званично продато 106 карата. Иако се верује да је у моменту несреће на броду било близу 150 људи, тачан број путника није никада у потпуности утврђен јер је било и путника који су имали дневне и месечне карте.
Видевши да се спрема невреме капетан Фердинанд Нобило је од дежурног службеника затражио и добио одобрење да раније крене за Земун, због тога што су путници стално пристизали на брод и да га тако не би преоптеретио.
Према саопштењу полиције брод је кренуо из Београда у 13:07 часова и до ушћа је допловио нормално, а онда су га захватили јак ветар, киша и град величине кокошијег јајета. Ветар је у том тренутку дувао брзином већом од 100 километара на час. Капетан је наредио крманошу да окрене прамац према ветру и да брод приближи обали, али сваки маневар је био безуспешан и узалудан. Чак је одвајајући се од обале, једним крајем ударио у кеј. Од силине удара ветра, брод се претурио већ у 13:12 часова, односно 5 минута после поринућа, и потонуо на дно реке на дубину од 14 метара у року од 3 минута.
Потраживши заклон од кише и ветра, велики број путника је у тренутку несреће био заробљен у утроби брода - бродском салону.
Штампа из тог времена је наводила исказе преживелих који су описивали како су капетан Фердинанд Нобило и машиниста Душан Јовановић разбијали прозоре салона и извлачили путнике из унутрашњости брода, ломили греде и даске и бацали их у реку да би се за њих држали они који су већ били у води.
Према писању листа "Борба“ од 11. септембра 1952. године, гњурац Богољуб Перић први се спустио до кабине у којој је затекао језив призор - мртвог морнара како грли катарку брода и још 55 лешева.
На место несреће је око 15 часова стигла екипа лекара са ВМА, као и министар полиције Југославије и Србије Александар Ранковић са члановима Владе Србије Јованом Веселиновом и Слободаном Пенезићем Крцуном.
"Политика“ и "Борба“ су писале о страшним сценама и на копну. Људима у води притекли су у помоћ лађари и рибари у десетак чамаца, али многи су се утопили пре него што су чамци, ометени орканским ветром, маглом, кишом и градом, стигли до њих. До пола осам ујутру извађена је и последња жртва.
Влада ФНРЈ прогласила је тродневну жалост, а Државни осигуравајући завод издао је саопштење у коме обавештава породице жртава да су сви путници били осигурани, те да ће за сваког настрадалог бити исплаћена одштета од 50.000 динара.

## Узроци несреће
После несреће образована је специјална комисија чији је задатак био да испита цео случај. Због различитих и контрадикторних изјава преживелих путника и чланова посаде, капетан Фердинанд Нобило је задржан у притвору, али је ипак пуштен касније. Дневни лист "Политика“ је сутрадан, 10. септембра 1952. године, пренела његову изјаву да је одлучио да крене раније од предвиђеног рока, да не би преоптеретио брод због тога што су путници константно пристизали, и да је за то добио дозволу од надлежног службеника Београдске капетаније. Капетан је рекао да су, када се брод нагло нагао на десну страну, сви покушаји да се прамац постави насупрот ветру остали безуспешни, да је ветар био јачи од крме и да је преврнути брод за неколико тренутака нестао са површине реке.
Специјална комисија је закључила да је за несрећу крива „виша сила“ - ветар орканске јачине који је чупао дрвеће из корена, и нико није оптужен за несрећу. Касније се помињао и невероватан сплет околности који је заправо довео до трагедије. Уз олују и преоптерећеност брода, помињало се и да је тежиште брода померено када је парна машина замењена знатно лакшим дизел-мотором. Такође је несрећи допринело и то што је корито реке код Ратног острва продубљавано, што је био и један од разлога вртложења воде у Сави.

## Судбина брода после несреће
Исте вечери уз помоћ брода дизалице „Соча“, извучен је са дна брод „Ниш“, или како су га назвали „Дунавски Титаник“. Био је готово неоштећен и у положају као да плови. Постоје различите верзије о његовој судбини. После чишћења и реконструкције брод је добио ново име „Сента“ и једно време је пловио на редовној линије између Смедерева и Ковина до 1956. године, а онда је крајем седамдесетих година прошлог века исечен у панчевачком „Бродоремонту“.

## Метеоролошки рекорд
Невреме у Београду, тог 9. септембра 1952. године, ушло је у анале метеорологије. Плувиограм (дијаграм интензитета падавина) у време потонућа брода „Ниш“ показао је чак 80 милиметара падавина за 20 минута, односно 4 милиметра у минуту. Такав интензитет падавина редак је и у трајању од једног до два минута, а нарочито ако је то средња вредност за 20 минута.
О овом догађају је Влада Арсић написао књигу „Бродолом“. Постојале су иницијативе да се подигне споменик жртвама овог догађаја.